# Michael Connell (réalisateur)
Pour l’article homonyme, voir Michael Connell.
Michael Connell est un réalisateur américain.

## Filmographie

### comme réalisateur
- 2008 : Secrets de jeunesse